# Войводина
Вижте пояснителната страница за други значения на Войводина.
Автономната област Войводина или Автономен край Войводина (на сръбски: Аутономна Покрајина Војводина; на унгарски: Vajdaság Autonóm Tartomány; на словашки: Autonomna pokrajina Vojvodina; на румънски: Provincia Autonomă Voievodina; на хърватски: Autonomna Pokrajina Vojvodina; на русински: Автономна Покраїна Войводина) е административно-териториална единица в Северна Сърбия с административен център Нови Сад.
Населението на Войводина е около 2 000 000 души и е етнически разнородно, като над 25 етноса съставляват около 1/3 от него. Във Войводина има 6 официални езика.

## География
Войводина се простира в Панонската низина, има площ от 21 500 км². Главен град на автономната област е Нови Сад. Разположена е на територията на 3 историко-географски области – Банат, Бачка и Срем.
Релефът на Войводина е предимно равнинен с изключение на Срем, където се намира ниската планина Фрушка гора (539 м), и югоизточната част на Банат, където се издига Вършачката планина. Най-ниската точка на Войводина е 75 м, a най-високата – 641 м.
Основна артерия и хидрографски източник е река Дунав със своите притоци, която е основен транспортен коридор в цяла Централна Европа. Дължината на Дунав в сръбската част на реката, минаваща предимно през Войводина е 588 километра, като цялата тази дължина е плавателна. Плавателни са и притоците му Тиса (168 км), Сава (206 км) и Бегей (75 км). Между тях е прокопана цяла мрежа от канали за напояване, отводняване и транспорт. Каналът Дунав-Тиса-Дунав е най-важният от тях и има обща дължина от 939 км, от които 673 км са плавателни.

## Политически статут
Най-висшият правен акт в Автономната област Войводина е Статутът на областта, хармонизиран с Конституцията на Република Сърбия. Най-висшето законодателно тяло е Областната скупщина, в която след свободни избори влизат 120 депутати, избирани само от територията на Войводина. В автономната област са равноправни всичките 6 служебни езици. Най-висшето изпълнително тяло е Изпълнителният съвет (на сръбски:  покрајинска Влада ), който се състои от Председател на ИС и секретари.
Войводина е член на Съвета на европейските региони при парламента на ЕС, като първият, а и единственият регион, който е член, преди още държавата-майка да е член на ЕС или Съветът на Европа. Войводина е съосновател на еврорегиона ДКМТ (Дунав-Кереш-Мориш-Тиса), който обхваща не само Войводина, но и няколко области от Унгария и Румъния. Целта на този регион е сътрудничество в сферата на регионалната икономика, културата и екологичното развитие.

## История
През хилядолетията земите на днешна Войводина са били част от Дакия, Римската империя, Хунската държава, Аварски хаганат, Византия, Първото българско царство, Кралство Унгария, Османската империя, Австрийската империя и Австро-Унгария. От 1918 година Войводина е част от Кралство на сърби, хървати и словенци.

### Античност
Първото праисторическо население на Войводина се появява преди около 50 000 години. Преди завладяването ѝ от римляните, Войводина е населявана от илирийски, тракийски и келтски племена. От илирийските племена трябва да споменем панонците, чието име римляните дават на днешна Войводина – Панония.

### Римско господство
Римляните завладяват тези земи през 1 век пр.н.е.. Шест години след раждането на Исус Христос, илирийските племена се вдигат на голямо въстание.
Сирмиум (днешна Сремска Митровица) е важен римски град. Той е икономически център на римската провинция Панония и един от четирите главни града на Римската империя. В Сирмиум или в неговите околности са родени шестима римски императори: Деций Траян (249 – 251), Аврелиан (270 – 275), Проб (276 – 282), Максимиан (285 – 310), Констанций II (337 – 361) и Грациан (367 – 383). Тези императори са романизирани илири.

### Славяни и българи
До VI век Сремска област с главен град Сирмиум е под византийска власт, но през 582 г. е завоювана от аварите. През VI и VII век славянските племена ободрити и браничевци заселват територията на днешна Войводина. През IX век областта вече е част от Първата българска държава. В началото на X век българският управител Салан управлява големи територии в днешни Сърбия, Унгария и Румъния със средище град Тител. В същия период друг български управител, който управлява част от Войводина и по-специално Банат, е Глад. Резиденцията му се намира в град Видин или в Марошвар (Ченад). Негов потомък е банатският владетел Ахтум, живял в началото на XI век. Салан, Глад и Ахтум воюват срещу маджарите, които постепенно завоюват българските земи по Среден Дунав и Тиса.
Срем остава в пределите на България по времето на цар Самуил. Областта, управлявана от Сермон, пада под византийска власт в края на 1018 г., след като всички останали части от Самуиловото царство са завладени.

### Маджари
Маджарите започват да завладяват земите на днешна Войводина през 10 век, като първо пада Бачка, след като Салан не успява да ги отблъсне. Банат пада под властта на маджарите през 11 век, след поражението на Ахтум, а Сремска област – през 12 век, когато маджарите изтласкват Византия.
В периода от 1282 до 1316 година сръбският крал Стефан Драгутин управлява Сремско кралство, което обхваща Мачва, Усора и Соли. Драгутинова резиденция се намира в град Дебърц в Мачва (между Белград и Шабац). В тази епоха с името Срем се наричат две територии: Горни Срем (днешен Срем) и Долни Срем (днешна Мачва). Драгутиновото Сремско кралство всъщност обхваща Долни Срем. Според някои исторически извори Стефан Драгутин е владял също и Горни Срем и Славония, но според други източници местният владетел на Горни Срем е Угрин Чака, а резиденцията му се намира в град Илок. Стефан Драгутин умира през 1316 година, а след неговата смърт Сремското кралство е управлявано от неговия син крал Стефан Владислав II (1316 – 1325). Угрин Чака умира през 1311 година.
Едва след османското нашествие на Балканите започва постепенната миграция на сръбско население от Рашка и Косово към земите на днешна Войводина. След завладяването на Сърбия (1459) от османците, сръбските деспоти управляват земите на днешна Войводина като унгарски васали. Резиденцията на сръбските деспоти е в град Купиник (днешно Купиново).

### Османско господство
След Битката при Мохач (1526) и превземането на Банат (1552), целокупна територия на днешна Войводина пада под османска власт. Веднага след Мохачката битката, на историческата сцена излиза самозвания сръбски цар Йован Ненад. С помощта на войската му, съставена предимно от наемници, Йован Ненад поставя под свой контрол Бачка, Северен Банат и част от Сремска област, като основава краткотрайна държава със столица Суботица, в която самозванецът се коронясва за сръбски цар. След по-малко от година унгарските аристократи се съюзяват срещу Йован Ненад и успяват да разбият войската му през 1527 година, а самозвания цар е убит.
След завладяването на земите на днешна Войводина от османците (1552) на територията на Банат е образуван Темишварски елайет, а на териториите на Срем и Бачка са образувани Сремски и Сегедински (Сегедски) санджак. През 1594 сърбите в Банат се вдигат на голямо въстание срещу османците.

### Австрийско господство
След подписването на Карловицкия (1699) и Пасаровицкия договор (1718) територията на днешна Войводина става част от владенията на Хабсбургите. Южните части на Войводина са включени в така наречената военна граница, а Банат е отделна австрийска област от 1718 до 1778 година. От този период са и най-известните две големи сръбски преселения в Австрийската империя (1690 и 1739). Сърбите в областта са признати за една от „държавните нации“ в империята и им е признато правото на едно отделно войводство с териториална автономия. Това се случва чак по време на революцията от 1848 – 1849 година.
По време на Въстанието на Ракоци (1703 – 1711) Войводина е място на кървава война между унгарските въстаници и сърбите, които се бият на страната на Хабсбургите.
Като владение на Хасбургите, в земите на Бачка Банат и Срем се заселват много колонисти, преди всичко немци и унгарци, а също и словаци, хървати, русини, румънци, българи и други. След заселването на тези колонисти сърбите губят абсолютното си етническо мнозинство и Войводина се превръща в една от многонационалните области на Европа.

### Революцията от 1848
Следвайки подемът от „Пролетта на народите“ от 1848 година, сърбите в Австрийската империя свикват Майската скупщина в град Сремски Карловци, на която провъзгласяват „Сръбска Войводина“".
Тя включва Срем, Бачка, Банат и Бараня. За войвода е избран Стеван Шупликац, а Карловашка митрополия е издигната в ранг патриаршия, а нейния митрополит – Йосиф Райачич е провъзгласен за сръбски патриарх. Майската скупщина избира народен съвет като привременно правителство.
Унгарското правителство провъзгласява за бунтовници ръководителите на Сръбска Войводина и изпраща войски. Сърбите дават енергичен отпор. По-късно те са подкрепени от доброволци от Княжество Сърбия. Когато австрийският император обявява унгарските революционери за бунтовници, сръбски военни части от Войводина се включват в императорската войска и участват при потушаването на революцията в Унгария.
След потушаването на унгарската революция, с указ на австрийския император от ноември 1849 година, е формирана отделна австрийска област, наречена Войводство Сърбия и Тамишки Банат (Wojwodschaft Serbien und Tamisch Banat), която се състои от земите на Банат, Бачка и Срем. Областта е управлявана от австрийски губернатор, чието седалище се намира в Темишвар, а титлата велик войвода на Сърбия и Тамишки Банат е носел самия австрийски император. Служебни езици във Войводина са немски и илирийски (сръбски). Войводство Сърбия и Тамишки Банат престава да съществува през 1860 година и е присъединено към Кралство Унгария. На практика това се случва през 1867 и едва тогава Войводина de facto става част от Унгария. Малко преди това, след така наречения Ausgleich (компромис), Австрийската империя e преобразувана в Австро-Унгария, в която Унгария получава статут, почти равен на този на Австрия в Империята.

### Най-нова история
След разпадането на Австро-Унгария през 1918 година Великата народна скупщина на сърбите, буневците и другите народи на Войводина, провъзгласява присъединяването на областта към Кралство Сърбия, а по-късно към новоучреденото Кралство на сърби, хървати и словенци, което през 1929 година е преименувано в Кралство Югославия.
В периода 1929 – 1941 година Войводина е включена в Дунавската бановина, като една от областите на Кралство Югославия. Главен град на Дунавската бановина е Нови Сад, а областта се състои от Срем, Банат, Бачка, Бараня и Шумадия.
През 1941 година Войводина е окупирана от Силите на Оста. Бачка и Бараня са присъединени към Унгария, а Срем е присъединен към Независимата хърватска държава. Орязаната бивша Дунавска бановина (включваща Сръбски Банат, Шумадия и част от Поморавието) образува окупирана Сърбия в периода 1941 – 1944 година. Банат от своя страна представлява отделна административна единица, управлявана от немското малцинство в областта.
Немската окупация на Войводина приключва в края на 1944 година, а регионът е политически обновен през 1945 година като автономна област в състава на Народна република Сърбия.
Вместо предишното име (Дунавска бановина) областта си връща своето историческо име – Войводина. Главен град на областта е отново Нови Сад. През 1945 година Войводина получава днешните си граници, които включват Срем, Банат, Бачка и много малка част от Мачва, на десния браг на река Сава.
В началото Войводина има само ограничена степен на автономия, но с Конституцията от 1974 година тя се сдобива със статут на федерална единица в рамките на Югославия, с почти еднакви права като тези на Сърбия.
С идването на власт на Слободан Милошевич Войводина губи статута си на федерална единица (1990) и отново става само област в състава на Сърбия, с малка степен на автономия.
След демократическите промени в Сърбия, през 2002 година на Войводина са върнати част от автономните ѝ правомощия със специален закон.

## Население
Според последното преброяване от 2002 година в Автономната област Войводина живеят 2 031 992 души, което прави 27,1% от общия брой на населението в Република Сърбия. Сърбите, които във Войводина са 1 321 807 души, са мнозинство в тази многонационална северна сръбска област. След тях следват: унгарците (290 207), словаците (56 637), хърватите (56 546), югославяните (49 881), черногорците (35 513), румънците (30 419), циганите (29 057), буневците (19 766), русините (15 626) и македонците (11 785). Други по-малки етнически групи са украинци, мюсюлмани, немци, словенци, албанци, банатски българи и други. Общо на територията на Войводина има над 26 народности и или етнически групи.
Автономният статут на Войводина, който представлява основен правен акт на областно ниво, позволява служебната употреба, освен на сръбския език, така и на унгарски, словашки, румънски, русински и хърватски език. Това са езиците на най-големите етнически групи в областта.
Според своето вероизповедание населението на Войводина има следната религиозна принадлежност: сърбите, черногорците, румънците, циганите, македонците и украинците са предимно православни; унгарците, хърватите и по-голямата част от българите са католици; русините са униати; словаците са протестанти и католици, а албанците и мюсюлманите по националност изповядват ислямa.

## Административно деление
Войводина се състои от 46 общини и едни град, както и от 7 окръга:
- Западнобачки окръг – Сомбор
- Севернобачки окръг – Суботица
- Южнобачки окръг – Нови Сад
- Севернобанатски окръг – Кикинда
- Среднобанатски окръг – Зренянин
- Южнобанатски окръг – Панчево
- Сремски окръг – Сремска Митровица

## Стопанство
Стопанството на Войводина се базира главно земеделието и на плодородните земи на областта, които обхващат 84% от площта ѝ. Нейната висока степен на плодородие се дължи и на добре развитата мрежи от канали за напояване – от 1,78 млн. хка 0,5 се напояват. 70% от тези земи са заети от пшеница, 20% индустриални култури (захарно цвекло, царевица, слънчоглед) и 10% са заети от други земеделски култури. Част от продукцията се изнася, но по-голямата част от нея се преработва от местната хранително-вкусова промишленост – месопреработвателни комбинати, мелници, захарни заводи, рафинерии и т.н.
Във Войводина е застъпена и развита промишленост. В областта има металургичн заводи, заводи за строителни материали, нефтени продукти, електромотори, хартия. Развита е високоттехнологична индустрия, произвеждаща суровини за стоматологията, автомобилостроенето, фармацевтиката и керамиката.
Друга важна сфера в стопанството на Войводина е туризма. Той се базира на развитата речна и езерна мрежа, на термалните извори и балнеолечението, както и на културния туризъм, посредством богатите манастири във Фрушка гора, построени в сръбско-византийски стил през 15 и 17 век.

## Галерия
- Суботица
- Вършац
- Сърбобран
- Канижа
- Кикинда
- Сръбският народен театър в Нови Сад
- Изглед от село Гюргево
- Изглед от село Бело блато
- Петроварадинската крепост